# Carlo Ambrogio Levati
Carlo Ambrogio Levati, (francisé en Charles-Ambroise), né le 20 février 1790 à Biassono et mort le 6 juillet 1841 à Pavie, est un littérateur italien.

## Biographie
Carlo Ambrogio Levati naît le 20 février 1790 à Biassono.
Fils de parents pauvres, il étudie la théologie, est ordonné prêtre, et s'occupe de littérature. En 1813 il est nommé professeur des principes généraux des beaux-arts au lycée de Milan; cette place est supprimée par le gouvernement autrichien en 1815, Carlo Ambrogio Levati part à Bergame en qualité de professeur d'histoire. En 1821 il revient à Milan comme professeur d'éloquence au collège impérial, et en 1826 il y obtient la chaire de philologie latine. En 1837 il est envoyé à Pavie pour occuper la chaire d'esthétique et de philologie latine et de langue et littérature grecques. En 1840, il est appelé à faire partie de l'Institut lombard-vénitien.
Carlo Ambrogio Levati meurt le 6 juillet 1841 à Pavie.

## Publications
Il travaille à l'ouvrage de Jules Ferrario, Costume antico e moderno, et à la traduction en italien des dissertations éparses dans la Bible de Vence.
- Elogio di Alessandro Verri, 1817 (lire en ligne)[1].
- Viaggi di Francesco Petrarca in Francia, in Germania, Milan, 1820, 5 v.[1].
- Il dizionario biografico delle donne illustri, Milan, 1822, 3 volumes in-8º.[1].
- Saggio sulla storia della letteratura itaiana..., Milan, Stella, 1831.[1].
- Il piccolo Muratori,..., Milan, 1837, 5 volumes in-18º.[1].